# Roger Cross
Roger R. Cross (19 oktober 1966) is een Canadese acteur.

## Levensloop
Cross werd geboren in een gezin met vijf kinderen in Christiana (Jamaica). Op 11-jarige leeftijd verhuisde het gezin naar Brits-Columbia, Canada. In 1989 studeerde hij af aan de Trinity Western University in Langley met een graad in de luchtvaart.
Terwijl hij wachtte op een carrière als piloot, begon Cross - die ervaring heeft met vechtsporten - als stuntman in films. Later werd hij acteur. Cross wordt voornamelijk gecast voor bijrollen. Hij verscheen in afleveringen van onder andere The X-Files, Stargate SG-1, The Twilight Zone, Taken, The 4400 en JAG. Eveneens speelde hij rollen in films als Free Willy 3: The Rescue, Ballistic: Ecks vs. Sever, X2 en World Trade Center. Cross' enige langlopende televisierol was die van het personage Curtis Manning in de serie 24, waarin hij van 2005 tot en met 2007 te zien was. Na veertig afleveringen werd hij uit de serie geschreven. Van 2012 tot en met 2014 speelde hij in de sciencefictionserie Continuum.
Cross is vader van twee kinderen.